# Nanna
Nanna (sumeri: 𒀭𒋀𒆠 DŠEŠ.KI, DNANNA) va ser el déu tutelar de la ciutat sumèria d'Ur. És un déu de la Lluna, també conegut com a Suen i Sin pels accadis i els babilonis (accadi: 𒂗𒍪, EN.ZU, pronunciat Su'en, Sîn).
Als segells cilíndrics, se'l representa com un vell amb una barba llarga i el símbol de la mitja lluna. En el sistema astrològic-teològic està representat pel nombre 30 i la lluna. Aquest nombre probablement es refereix al nombre mitjà de dies (concretament al voltant dels 29,53) que té un mes lunar, mesurat entre successives llunes noves. És fill d'Enlil i de Ninlil i es va casar amb Ningal. Amb ella va tenir els déus que simbolitzen els fenòmens atmosfèrics, com ara Adad, Utu/Xamaix, «el Sol» o Inanna/Ixtar, la deessa del planeta Venus.
Se l'anomenava també En-zu, que ‘senyor de la saviesa’. Durant el període circa 2600 aC–2400 aC, quan Ur va exercir la supremacia sobre la vall de l'Eufrates, Nanna/Sin va ser considerat el cap del panteó de la religió mesopotàmica. En aquest període se'l designava «pare dels déus», «cap dels déus», «creador de totes les coses». La «saviesa» personificada pel déu de la lluna es referia també a la ciència de l'astronomia o a la pràctica de l'astrologia, on l'observació de les fases de la lluna és un factor important. Es va establir la doctrina d'una tríada formada per Sin/Nanna i els seus fills.
Sin tenia una barba feta de lapislàtzuli i muntava sobre un bou alat. El toro era un dels seus símbols, que va prendre del seu pare Enlil, anomenat «Toro del cel», juntament amb la mitja lluna. Un text sumeri conegut am el nom d'Enlil i Ninlil parla del descens d'aquestes dues divinitats a l'inframon i com allà Ninlil, que estava embarassada de Nanna/Sin, va mantenir relacions amb Enlil, que va prendre tres formes diferents, de forma que van concebre, a més de Nanna/Sin, tres déus més. La història mostra algunes similituds amb el text conegut com el Viatge d'Inanna als inferns.